# 보비 슈 루서
보비 수 루서(Bobbi Sue Luther, 영어 발음: /suː/, 1978년 8월 27일 ~ )는 미국의 모델, 배우, 영화 제작자이다. TLC의 텔레비전 게임쇼 프로그램 《스크랩힙 챌린지》(Scrapheap Challenge)의 호스트로도 알려져 있다.

## 출연 작품
- 노스텔지아 (2018)
- 생존자들 (2012)
- 주디 무디 앤 더 낫 버머 서머 (2011)
- 더 슬래민스 새먼 (2009)
- 레이드 투 레스트 (2009)
- 익스트림 무비 (2008)
- 킬러 패드 (2008, Killer Pad)
- 듀스 비갈로 2 - 유로피안 지골로 (2005)